# Minnesota Point
Minnesota Point (auch Park Point, früher auch La Pointe) ist eine Insel und ehemalige Halbinsel an der Mündung des Saint Louis River in den Oberen See. Sie gehört zu Duluth, Minnesota. Mit einer Breite von durchschnittlich 150 Metern und einer Länge von elf Kilometern gilt sie als die längste Sandbank in einem Süßwassersee.
Minnesota Point ist Teil einer an der Flussmündung des Saint Louis River in den Oberen See gelegenen, durchgängigen Sandanlagerung zwischen Duluth und Superior, Wisconsin. Ein kleiner natürlicher Durchlauf trennt Minnesota Point im Nordwesten vom deutlich kürzeren Wisconsin Point im Südwesten. Die geologische Entstehung erfolgte in zwei Schritten: zum einen sammelte sich an der Bucht von Duluth und Superior Sand aus dem Oberen See an, zum anderen lagerten sich dort die Sedimente des Saint Louis River und des Nemadji River ab und ließen die Sandbank entstehen.
Auf Minnesota Point leben rund 1.500 Einwohner. Es stellt ein beliebtes Naherholungsgebiet dar und verfügt über einen eigenen Flugplatz (Sky Harbor Airport). Die Halbinsel wurde 1871 durch einen Kanal vom Festland getrennt und dadurch zur Insel. Minnesota Point ist über die Hubbrücke Aerial Lift Bridge mit Duluth verbunden.